# Merhynchites palmii
Espèce
Merhynchites palmii est une espèce d'insectes coléoptères appartenant à la famille des Attelabidae.